# Wikitravel
Wikitravel é um projeto que visa criar um guia mundial de viagens gratuito, completo, atualizado e amplamente difundível.
Seu funcionamento é semelhante ao da Wikipédia. Ambos utilizam o "método" Wiki, pelo qual os artigos podem ser criados e editados por qualquer pessoa, embora o Wikitravel obedeça a regras e políticas específicas e a licença Creative Commons. Os assuntos cobertos são principalmente destinos e itinerários de viagem.
O Wikitravel surgiu em julho de 2003, no Canadá. Em janeiro de 2006, ganhou sua versão em português e hoje se encontra disponível em mais de 15 idiomas.
Em 20 de abril de 2006, o projeto foi adquirido pela companhia americana Internet Brands, Inc, tornando-se um empreendimento comercial, embora mantendo a plataforma MediaWiki, as políticas comunitárias e a independência editorial.